# Plaza Artigas (Salto)
La plaza Artigas se ubica en la ciudad de Salto, Uruguay, en la manzana comprendida por las calles Uruguay, J. G. Artigas, 25 de agosto y 18 de julio. En sus comienzos fue conocida como Plaza Nueva y Plaza 18 de julio.

## Orígenes
Recibió los nombres de Plaza Nueva y Plaza 18 de julio hasta llegar a su actual denominación de Plaza Artigas.
Para habitantes tradicionales que conocen la historia conserva la denominación de Plaza Nueva. Supo ser escenario de los más variados acontecimientos, como corridas de toros y carrera de sortijas, hasta que se la ornamentó con palmeras y se le colocó una fuente, monumento "La Bella y la Bestia", ubicado actualmente en la parte norte de Plazoleta Franklin Delano Roosevelt.
No es la primera que apareció, pero es la que se armó alrededor del Prócer José Gervasio Artigas.
Con el tiempo la fueron escoltando edificios de primera categoría religiosa como la Basílica Catedral de San Juan Bautista, el edificio clerical más relevante de la ciudad y de importancia cultural como la Biblioteca.

## Monumento a Artigas

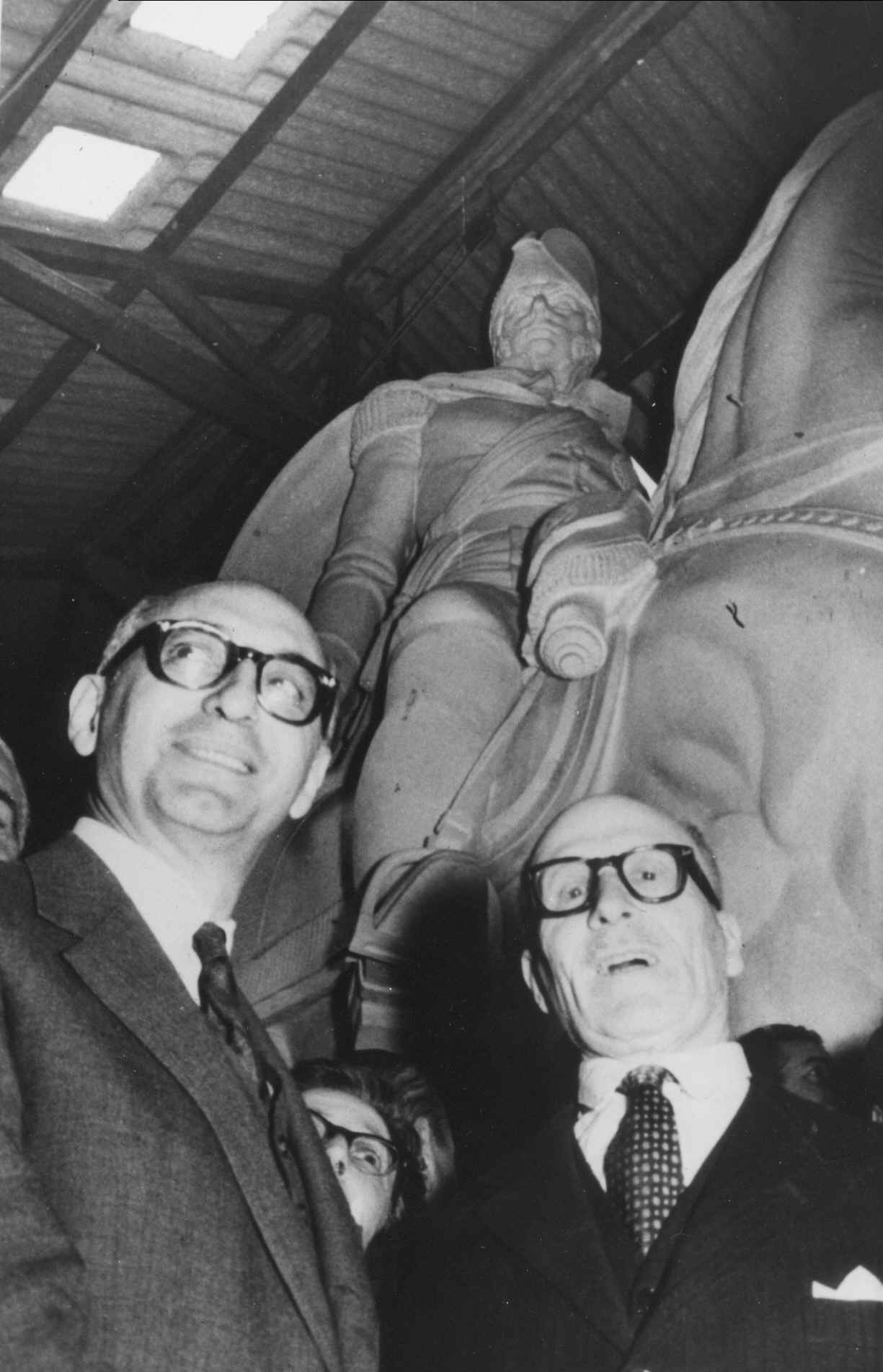
Arturo Frondizi y el escultor uruguayo Edmundo Prati, Montevideo (1962)
.

Al cumplirse 100 años de la Jura de la Constitución como parte de los festejos surge la idea de colocar un monumento del Gral Artigas. Esta obra se encargó al escultor Edmundo Prati.
Para la colocación de dicho monumento se creó una entidad llamada Comité Ejecutivo Monumento al General José Gervasio Artigas para la cual se designa al señor Juan B. Hualde como presidente, el señor Napoleón Pereira Machado como vicepresidente, presbítero Eduardo Schollinsky e ingeniero agrimensor Julio G. Soto como secretarios y Clemente E. Pradines como tesoresro, Ernesto Popelka como protesorero.
El 29 de septiembre de 1940 se inauguró el monumento a Artigas, este conjunto escultórico fue realizado por el escultor Edmundo Prati, el mismo está integrado además por dos personajes del proceso emancipatorio: el ciudadano y el gaucho. 
A dicha inauguración asistió el presidente de la República Gral. Baldomir, ministros y embajadores; hubo masiva concurrencia popular; las fuerzas de tierra y mar rindieron honores; el presidente del Comité Ejecutivo Pro Monumento Sr. Hualde pronunció un discurso; se entonó el Himno Nacional mientras se quitaba el velo que cubría la estatua. Luego se realizó un desfile militar por calle Uruguay.
El 12 de noviembre de 1950 por decreto de la Junta Departamental de Salto, en el año del centenario de la muerte de Artigas, se designa con el nombre "Plaza Gral. José Gervasio Artigas".

### Características
El artista plástico resolvió presentar al héroe en el apogeo de su vida. Lo pensó «joven y fuerte, vigoroso y severo», así lo describió en su plan de trabajo y  lo puso encima de un caballo «como anduvo en la vida y como van los héroes».
Una estatua ecuestre a mediados del siglo XX era casi un anacronismo, pero resultaba difícil y de pronto extemporáneo de otra manera, convertirlo en señor de a pie, porque lo sacaba de contexto. Lo que hizo fue manejar la imagen romántica y elaboró un conjunto escultórico de tres piezas. Las tres fueron fundidas en Italia. En una primera etapa las realizó en su taller en Trento en un tamaño de un tercio del tamaño final, por razones de espacio, luego en Florencia en un local amplio realizó las definitivas.
Los bronces viajaron a bordo del «Drakusrrito». Artigas a caballo, el Blandengue y el Gaucho conformaron la trilogía de hacedores del proyecto oriental que ideó Prati.

El ciudadano Artigas El gaucho
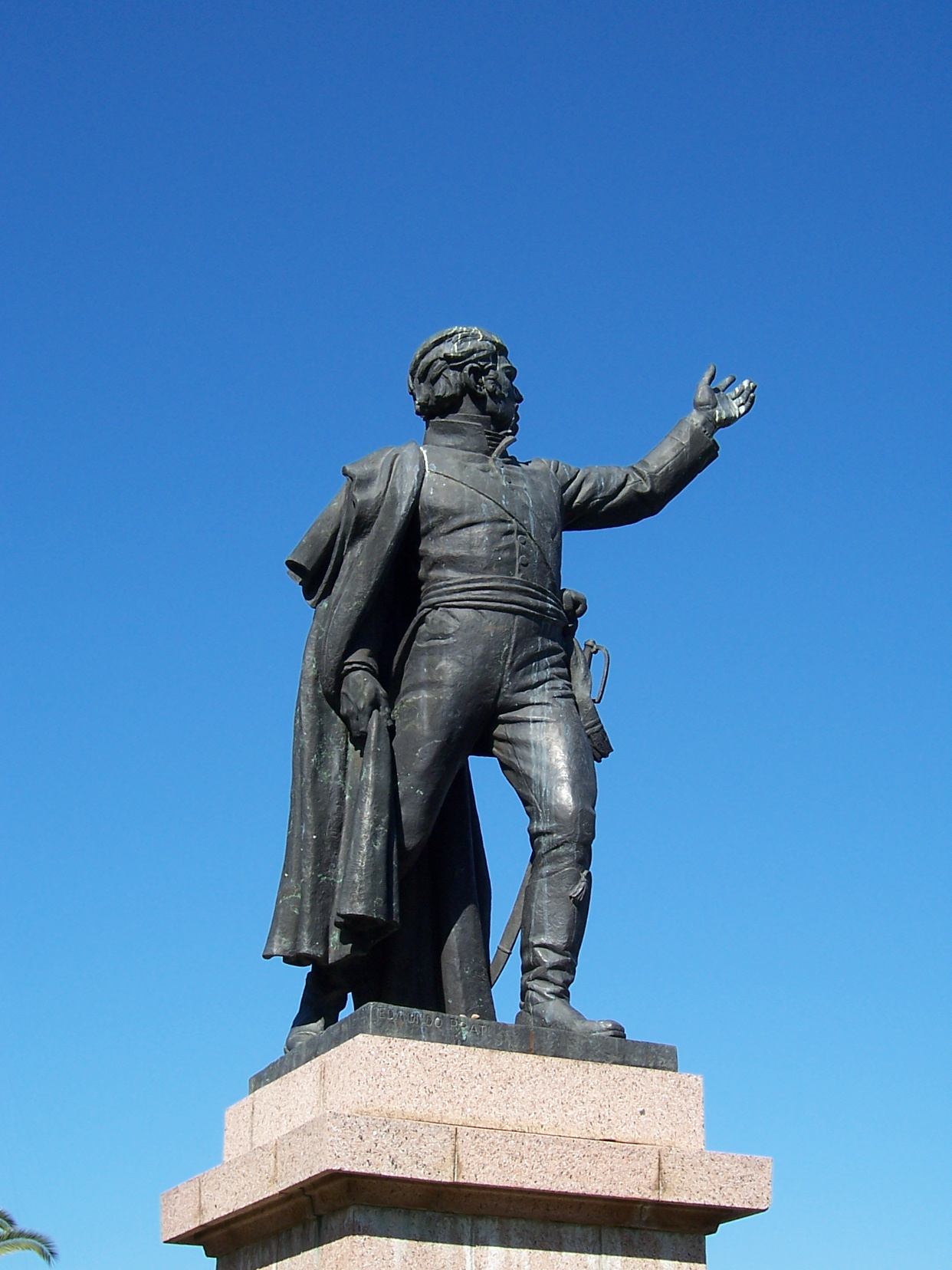
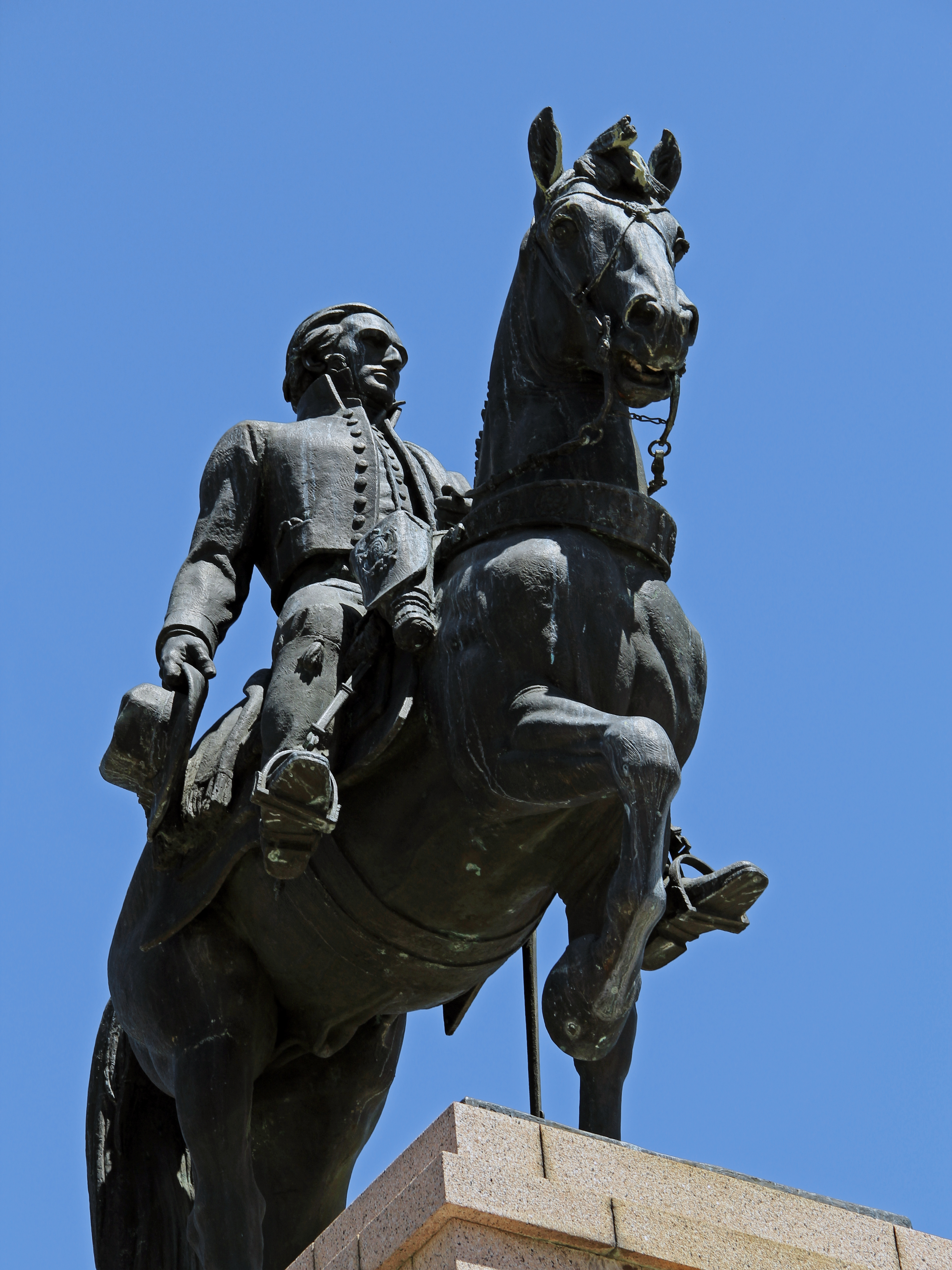
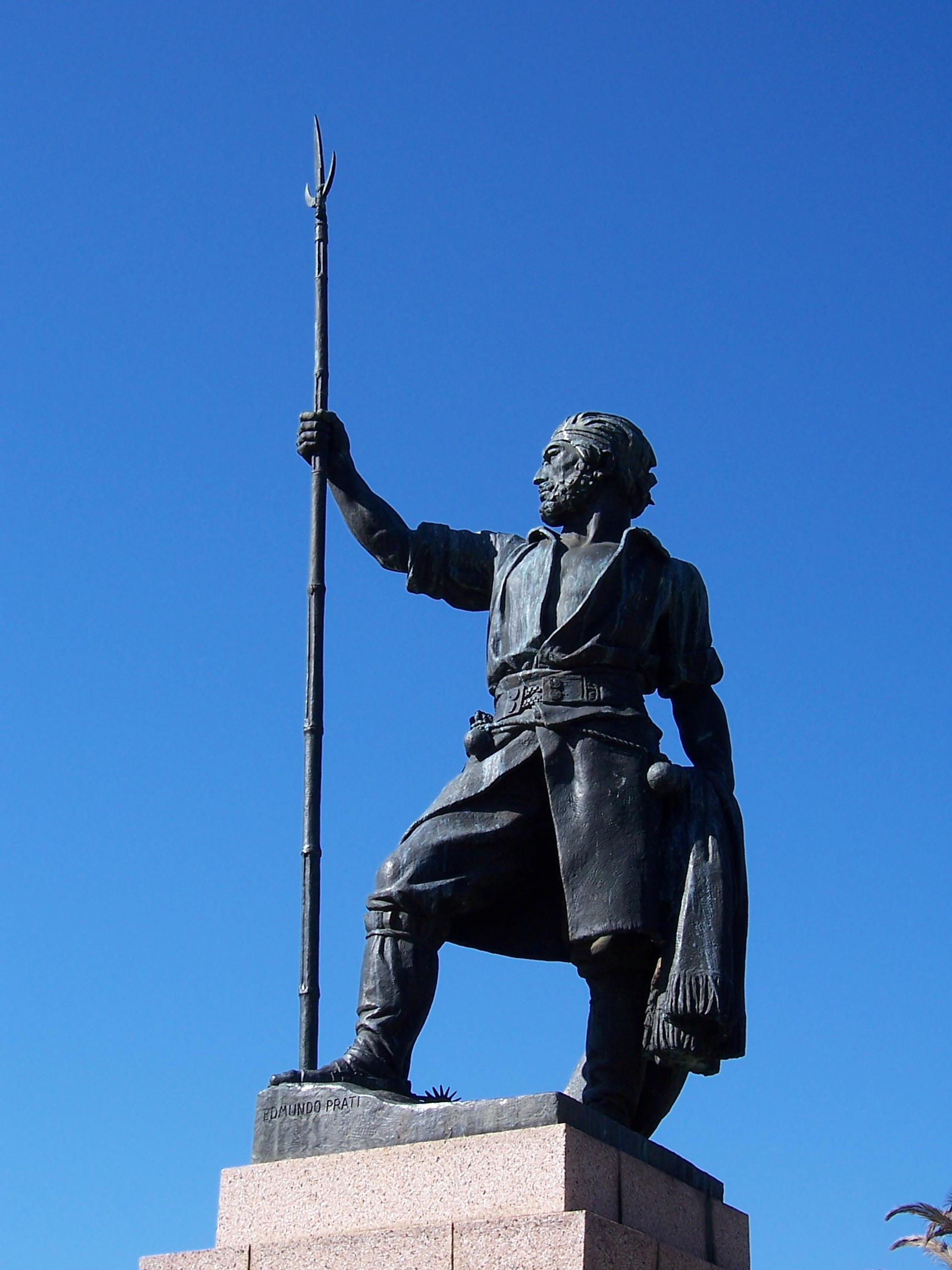